# بران بریکر
بران بریکر (انگلیسی: Bron Breakker؛ زادهٔ ۲۴ اکتبر ۱۹۹۷) بازیکن فوتبال آمریکایی، و کشتی‌گیر کشتی حرفه‌ای اهل ایالات متحده آمریکا است.
از باشگاه‌هایی که در آن بازی کرده است می‌توان به بالتیمور ریونز اشاره کرد.